# مونيسترول دي مونتسيرات (برشلونة)
بلدية مونيسترول دي مونتسيرات (بالكاتالانية: Monistrol de Montserrat) هي إحدى بلديات مقاطعة برشلونة، والتي تقع في منطقة كاتالونيا، شرق إسبانيا.
يبلغ عدد سكانها: 2.903 نسمة وفقاً لإحصائية سنة (2007).